# Douglas Alexander Spalding
Douglas Alexander Spalding (* um 1840 in London; † 1877) war ein britischer Verhaltensforscher. Er war zunächst in London als einfacher Arbeiter tätig und siedelte später nach Schottland in die Nähe von Aberdeen über. Dort bewegte der Philosoph Alexander Bain die University of Aberdeen dazu, Spalding den kostenlosen Besuch der Vorlesungen zu gestatten. Spalding studierte Philosophie und Literatur, ging aber bereits nach einem Jahr wieder zurück nach London. Bald erkrankte er an Tuberkulose und reiste durch halb Europa, in der Hoffnung, irgendwo Heilung zu finden. In Avignon lernte er John Stuart Mill kennen und durch ihn Viscount Amberley, den Sohn des früheren britischen Premierministers Lord John Russell, der ihn in England als Hauslehrer für seinen Sohn einstellte – den jungen Bertrand Russell.
Spalding führte einige bemerkenswerte Experimente auf dem Gebiet des Verhaltens von Tieren durch und beschrieb hierauf u. a. ein Phänomen (stamping in, „einstanzen“, „einprägen“), das Oskar Heinroth später (um 1900) als Prägung bezeichnete; im deutschen Sprachraum wurde diese Bezeichnung danach vor allem durch Konrad Lorenz bekannt gemacht und gelangte als „imprinting“ in den englischen Sprachraum. Spalding erkannte also bereits die Bedeutung des Zusammenspiels von angeborenem und erworbenem Verhalten sowie den Nutzen von Experimenten in der Verhaltensforschung – und war insofern seiner Zeit weit voraus.
Seine Arbeiten sind heute auch in Fachkreisen so gut wie unbekannt, obwohl der Biologe John Burdon Sanderson Haldane einige seiner Erkenntnisse in den 1950er Jahren wieder zugänglich machte – allem Anschein nach um nachzuweisen, dass keineswegs Konrad Lorenz allein als Begründer der Ethologie zu gelten habe. William Thorpe schrieb 1979 in The Origins and Rise of Ethology, dass Spalding allein wegen seines frühen Todes um die Ehre gekommen sei, als Begründer der Verhaltensbiologie in die Geschichte einzugehen.

## Belege
1. ↑  Douglas Alexander Spalding: Instinct, with original observations on young animals. In: Macmillan's Magazine. Band 27, 1873, ZDB-ID 339417-7, S. 282–293.
2. ↑  Douglas Alexander Spalding: On instinct. In: Nature. Band 6, Nr. 154, 1872, S. 485–486, doi:10.1038/006485a0.

| Personendaten    | Personendaten                 |
| ---------------- | ----------------------------- |
| NAME             | Spalding, Douglas Alexander   |
| KURZBESCHREIBUNG | britischer Verhaltensforscher |
| GEBURTSDATUM     | um 1840                       |
| GEBURTSORT       | London                        |
| STERBEDATUM      | 1877                          |